# Оркестр

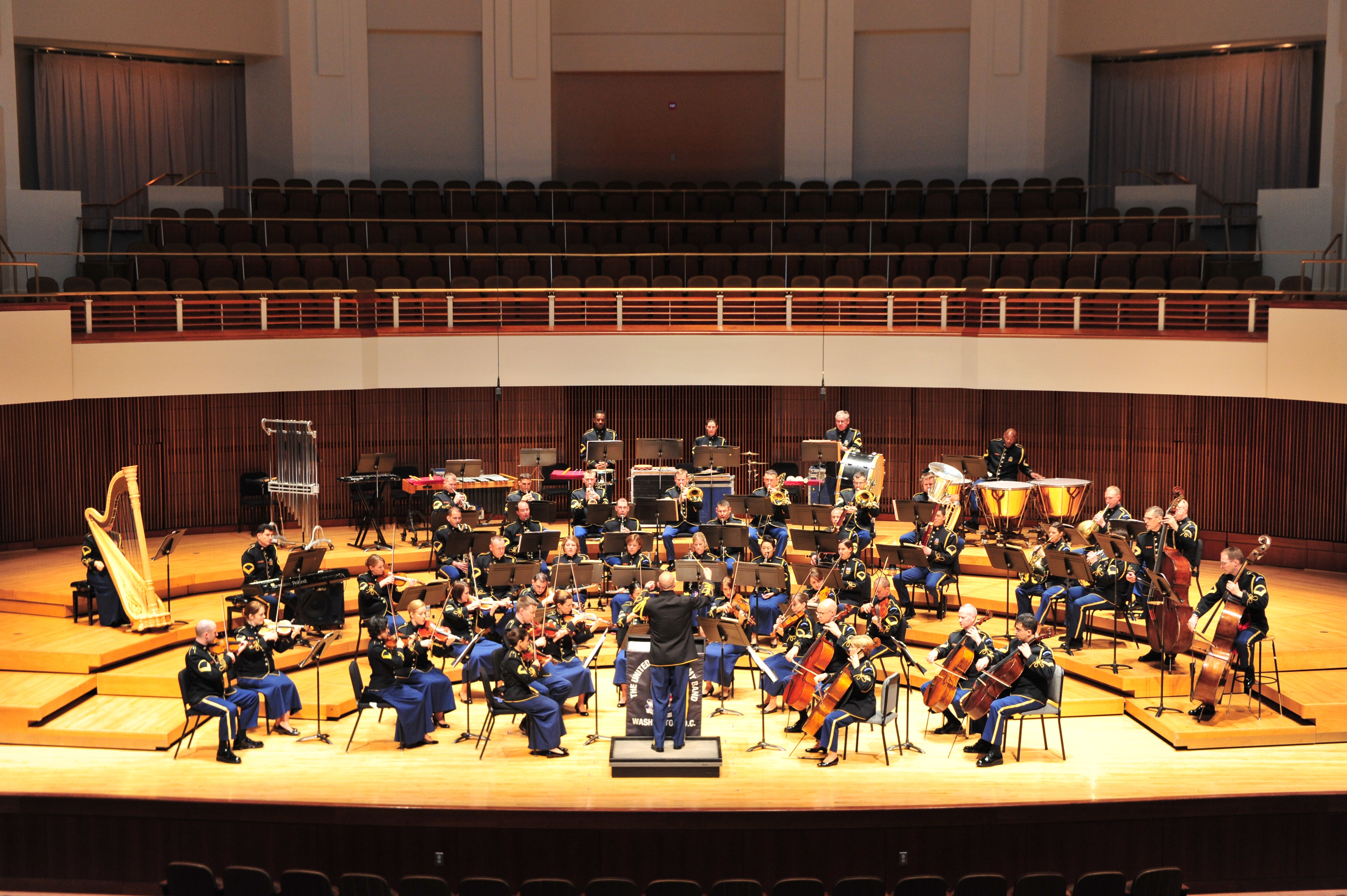
Симфонический оркестр армии США

Орке́стр (от др.-греч. ὀρχήστρα орхестра, площадка для хора в античном театре) — многочисленный коллектив инструменталистов с определённой сбалансированной структурой и формой музицирования.

Любой оркестр состоит как минимум из одной оркестровой группы, объединяющей инструменты, схожие по устройству, но различные по высоте звучания, а также включающей хотя бы два инструмента каждого или почти каждого вида. <...> Кроме того, для оркестра (как и для хора), в отличие от ансамбля, типично наличие коллективных партий, каждая из которых играется сразу несколькими исполнителями на инструментах одного вида. <...> Наконец, во главе оркестра, как правило, стоит дирижёр. Поэтому в рамках оркестрового музицирования отдельно взятый исполнитель почти не имеет свободы интерпретации.— С. Попов

## Исторический оркестр
Слово «оркестр» происходит от названия круглой площадки — орхестры — перед сценой в древнегреческом театре, где размещался древнегреческий хор, участник любой трагедии или комедии. Однако идея ансамблевого музицирования существовала гораздо раньше, например, в Древнем Египте. В эпоху Возрождения и далее в XVII веке орхестра трансформировалась в оркестровую яму и дала название помещавшемуся в ней коллективу музыкантов.
Ранним образцом оркестровки является партитура «Орфея» Монтеверди, написанная для сорока инструментов: именно столько музыкантов служили при дворе мантуанского герцога. В течение XVII века ансамбли складывались, как правило, из родственных инструментов, и лишь в исключительных случаях практиковалось объединение разнородных инструментов. К началу XVIII века сложился оркестр на основе струнных инструментов: первые и вторые скрипки, альты, виолончели и контрабасы. Такой состав струнных давал возможность использовать полнозвучную четырёхголосую гармонию с октавным удвоением баса. Руководитель оркестра одновременно исполнял партию генерал-баса на клавесине (при светском музицировании) или на органе (в церковной музыке). В дальнейшем в оркестр вошли гобои, флейты и фаготы, причём зачастую на флейтах и гобоях играли одни и те же исполнители, и эти инструменты не могли звучать одновременно. Во второй половине XVIII века к оркестру присоединились кларнеты, трубы и ударные инструменты (барабаны или литавры).

## Симфонический оркестр

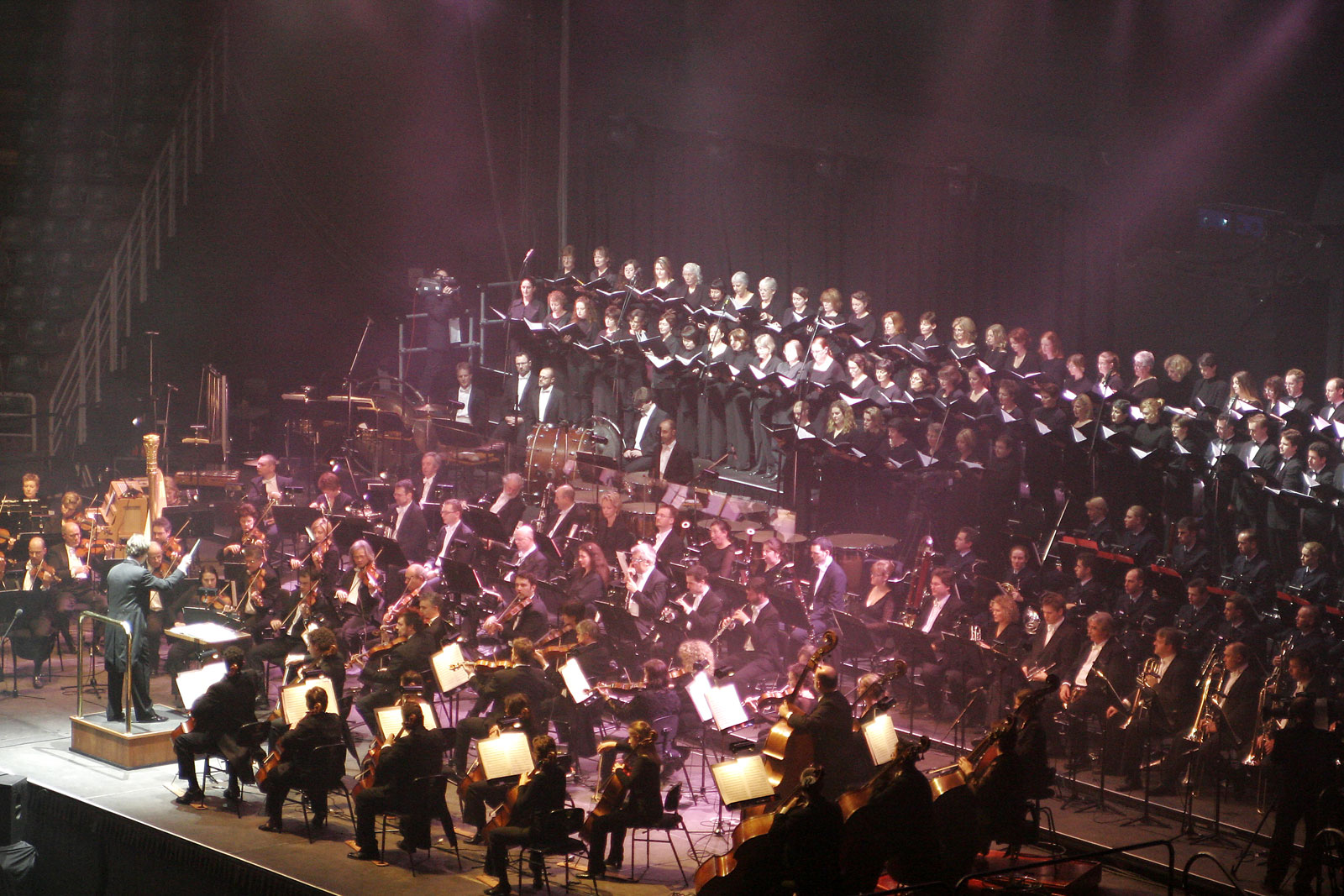
Симфонический оркестр и хор

Симфоническим называется оркестр, составленный из нескольких оркестровых групп инструментов — смычковых струнных, деревянных духовых, медных духовых и ударных. Принцип такого объединения сложился в Европе в конце XVIII века.  Впоследствии состав каждой из этих групп расширялся и разнообразился.
Число деревянных духовых инструментов (флейт, гобоев, кларнетов и фаготов) может доходить до 5 инструментов каждого семейства (кларнетов иногда и больше) и включать их разновидности (малая и альтовая флейты, гобой д’амур и английский рожок, малый, альтовый и бас-кларнеты, контрафагот). 

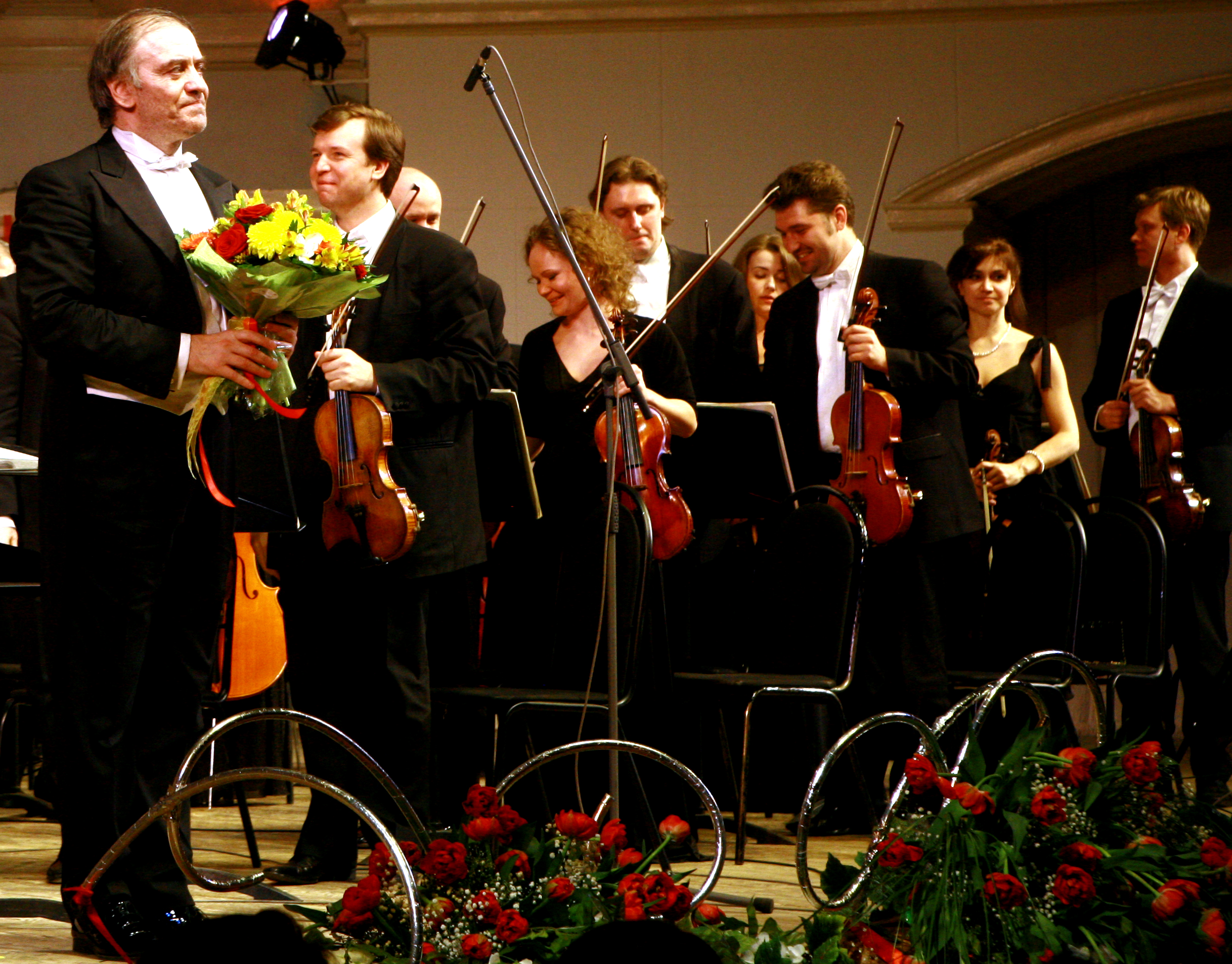
Симфонический оркестр Мариинского театра (Валерий Гергиев и группа альтов оркестра Мариинского театра на Московском Пасхальном фестивале 2009 года)

Медная группа может включать до 8 валторн (в том числе и вагнеровские (валторновые) тубы), 5 труб (включая малую, альтовую, басовую), 3—5 тромбонов (теноровых и басовых) и тубу. Иногда используются саксофоны (все 4 вида, см. джазовый оркестр). Струнная группа доходит до 60 и более инструментов. Возможно огромное разнообразие ударных инструментов (основу группы ударных составляют литавры, малый и большой барабаны, тарелки, треугольник, тамтам и колокольчики). Нередко используются арфа, фортепиано, клавесин, орган.

Большой симфонический оркестр насчитывает около ста музыкантов.

## Духовой оркестр

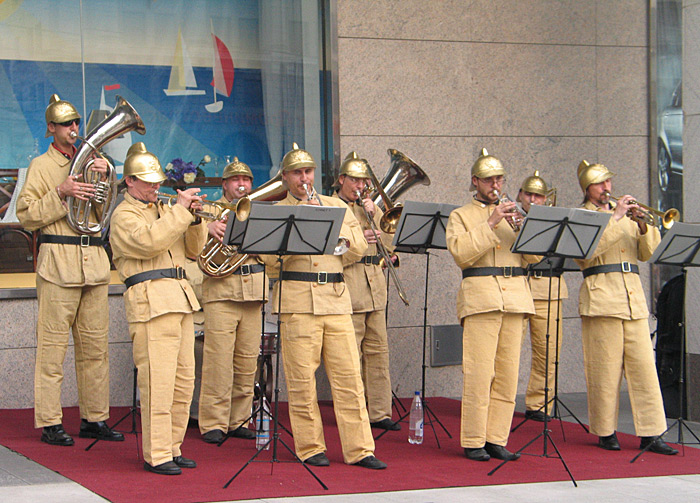
Духовой оркестр

Духовым оркестром называют оркестр, состоящий исключительно из духовых и ударных инструментов. Основу духового оркестра составляют Медные духовые инструменты, ведущую роль в духовом оркестре среди медных духовых инструментов имеют широкомензурные медные духовые инструменты группы флюгельгорнов — сопрано-флюгельгорны, корнеты, альтгорны, теноргорны, баритон-эуфониумы, басовая и контрабасовая тубы, (примеч. в симфоническом оркестре используется только одна контрабасовая туба). На их основу накладываются партии узкомензурных медных духовых инструментов трубы, валторны, тромбоны. Также в духовых оркестрах используются деревянные духовые инструменты: флейты, кларнеты, саксофоны, в больших составах — гобои и фаготы. В больших духовых оркестрах деревянные инструменты многократно удваиваются (наподобие струнных в симфоническом оркестре), используются разновидности (особенно малые флейты и кларнеты, английский рожок, альт и бас-кларнет, иногда контрабас-кларнет и контрафагот, довольно редко используются альтовая флейта и амургобой). Деревянная группа делится на две подгруппы, подобные двум подгруппам медных духовых: кларнетно-саксофоновую (яркие по звуку одноязычковые инструменты — их немного больше по количеству) и группу флейт, гобоев и фаготов (более слабых по звуку, чем кларнеты, двухъязычковые и свистковые инструменты). Группа валторн, труб и тромбонов часто делится на ансамбли, используются видовые трубы (малая, редко альтовая и басовая) и тромбоны (бас). В таких оркестрах имеется большая группа ударных, основу которых составляют все те же литавры и «янычарская группа» малый, цилиндрический и большой барабаны, тарелки, треугольник, а также бубен, кастаньеты и там-там. Возможны клавишные инструменты — фортепиано, клавесин, синтезатор (или орган) и арфы. Большой духовой оркестр может играть не только марши и вальсы, но и увертюры, концерты, оперные арии и даже симфонии. Гигантские сводные духовые оркестры на парадах на самом деле основаны на удвоении всех инструментов и их состав очень беден. Это всего лишь многократно увеличенные малые духовые оркестры без гобоев, фаготов и с малым количеством саксофонов. Духовой оркестр отличается мощной, яркой звучностью и поэтому часто применяется не в закрытых помещениях, а на открытом воздухе (например, сопровождая какое-либо шествие). Для духового оркестра типично исполнение военной музыки, а также популярных танцев европейского происхождения (так называемая садовая музыка) — вальсов, полек, мазурок. В последнее время духовые оркестры садовой музыки изменяют состав, сливаясь с оркестрами других жанров. Так при исполнении креольских танцев — танго, фокстрота, блюзового джайва, румбы, сальсы привлекаются элементы джаза: вместо янычарской группы ударных, джазовый набор ударных (1 исполнитель) и ряд афрокреольских инструментов (см. джазовый оркестр). В таких случаях всё чаще используются клавишные инструменты (рояль, орган) и арфа.

## Военный оркестр
Военный оркестр — специальное штатное воинское подразделение, предназначенное для исполнения военной музыки, то есть музыкальных произведений при строевом обучении войск, во время отправления воинских ритуалов, торжественных церемоний, а также для концертной деятельности.

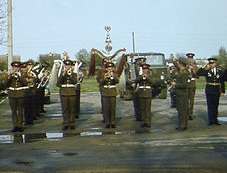
Военный оркестр 79-го гвардейского мотострелкового полка в день Победы. Калининград 1978 г.

Существуют военные оркестры однородные, состоящие из медных и ударных инструментов, и смешанные, включающие также группу деревянных духовых инструментов. Руководство военным оркестром осуществляет военный дирижёр. Употребление музыкальных инструментов (духовых и ударных) на войне было известно уже древним народам. На употребление инструментов в русских войсках указывают уже летописи XIV в.: «и начаша мнози гласы ратных труб трубити, и варганы тепут (звучат), и стязи ревут неволчены».
У некоторых князей при тридцати знаменах или полках имелось 140 труб и бубен. К боевым старым русским инструментам принадлежат литавры, применявшиеся при царе Алексее Михайловиче в рейтарских конных полках, и накры, известные в настоящее время под названием бубен. В старину же бубнами назывались небольшие медные чаши, обтянутые сверху кожею, по которым ударяли палками. Их навязывали перед всадником у седла. Иногда бубны доходили до чрезвычайных размеров; их везли несколько лошадей, по ним ударяли восемь человек[источник не указан 31 день]. Эти же бубны были известны нашим предкам под названием тимпанов.
В XIV в. уже известны набаты, то есть барабаны. Применялась в старину тоже и сурна, или сурьма.
На Западе устройство более или менее организованных военных оркестров относится к XVII стол. При Людовике XIV оркестр состоял из дудок, гобоев, фаготов, труб, литавр, барабанов. Все эти инструменты делились на три группы, редко соединявшиеся вместе
В XVIII веке вводится в военный оркестр кларнет, и военная музыка получает мелодическое значение. До начала XIX века военные оркестры как во Франции, так и в Германии заключали в себе, кроме вышеупомянутых инструментов, валторны, серпенты, тромбоны и турецкую музыку, то есть большой барабан, тарелки, треугольник. Изобретение пистонов для медных инструментов (1816) имело большое влияние на развитие военного оркестра: явились трубы, корнеты, бюгельгорны, офиклеиды с пистонами, тубы, саксофоны. Следует упомянуть ещё об оркестре, состоящем только из медных инструментов (фанфара). Таким оркестром пользуются в кавалерийских полках. Новая организация военных оркестров с Запада перешла и в Россию.

### История военной музыки
Пётр I заботился об улучшении военной музыки; из Германии выписаны были знающие люди для обучения солдат, игравших от 11 до 12 часов дня на адмиралтейской башне. В царствование Анны Иоанновны и позднее на оперных придворных спектаклях оркестр усиливался лучшими музыкантами из гвардейских полков.
К военной музыке следует отнести тоже хоры полковых песенников.
При написании этой статьи использовался материал из Энциклопедического словаря Брокгауза и Ефрона (1890—1907)

## Струнный оркестр
Струнный оркестр по сути представляет собой группу смычковых струнных инструментов оркестра симфонического. В струнный оркестр входят две группы скрипок (первые скрипки и вторые скрипки), а также альты, виолончели и контрабасы. Такой тип оркестра известен с XVI—XVII веков.

## Оркестр народных инструментов
В различных странах получили распространение оркестры, составленные из народных инструментов, исполняющие как переложения произведений, написанных для других составов, так и оригинальные сочинения. В качестве примера можно назвать оркестр русских народных инструментов, включающий в свой состав инструменты семейства домр и балалаек, а также гусли, баяны, жалейки, трещотки, свистульки и другие инструменты. Идея создать такой оркестр была предложена в конце XIX века балалаечником Василием Андреевым. В ряде случаев в такой оркестр дополнительно вводят инструменты, фактически не относящиеся к народным: флейты, гобои, различные колокола и многие ударные инструменты.

## Эстрадный оркестр
Эстрадный оркестр — коллектив музыкантов, исполняющих эстрадную и джазовую музыку. Эстрадный оркестр состоит из струнных, духовых (в том числе саксофонов, обычно не представленных в духовых группах симфонических оркестров), клавишных, ударных и электромузыкальных инструментов.
Эстрадно-симфонический оркестр — большой инструментальный состав, способный объединить исполнительские принципы различных видов музыкального искусства. Эстрадная часть представлена в таких составах ритм-группой (ударная установка, перкуссия, фортепиано, синтезатор, гитара, бас-гитара) и полным биг-бэндом (группы труб, тромбонов и саксофонов); симфоническая — большой группой струнных смычковых инструментов, группой деревянных духовых, литаврами, арфой и прочих.
Предшественником эстрадно-симфонического оркестра был симфоджаз, возникший в США в 1920-х годах и создавший концертный стиль популярно-развлекательной и танцевально-джазовой музыки. В русле симфоджаза выступали отечественные оркестры Л. Я. Теплицкого («Концертный джаз-банд», 1927), Государственный джаз-оркестр под руководством В. Кнушевицкого (1937). Термин «Эстрадно-симфонический оркестр» появился в 1954 году. Так стал называться Эстрадный оркестр всесоюзного радио и телевидения под руководством Ю. Силантьева, созданный в 1945 году. В 1983 году, после смерти Силантьева, им руководил А. А. Петухов, затем М. М. Кажлаев. К эстрадно-симфоническим оркестрам относились также оркестры Московского театра «Эрмитаж», Московского и Ленинградского театров эстрады, оркестр «Голубой экран» (руководитель Б. Карамышев), Ленинградский концертный оркестр (руководитель А. Бадхен), Государственный эстрадный оркестр Латвийской ССР под управлением Раймонда Паулса, Государственный эстрадно-симфонический оркестр Гостелерадио УССР, Президентский оркестр Украины и другие.
Чаще всего эстрадно-симфонические оркестры используются во время песенных гала-представлений, телевизионных конкурсов, реже для исполнения инструментальной музыки. Студийная работа (запись музыки в фонд радио и кино, на звуковые носители, создание фонограмм) превалирует над концертной. Эстрадно-симфонические оркестры стали своеобразной лабораторией отечественной, лёгкой и джазовой музыки.

## Джазовый оркестр
Джаз (англ. jazz) — род музыкального искусства, сложившийся под влиянием африканских ритмов, европейской гармонии, с привлечением элементов афроамериканского и латиноамериканского фольклора.
Джазовый оркестр — один из самых интересных и своеобразных явлений современной музыки. Возникший позже всех других оркестров, он стал воздействовать на другие формы музыки — камерную, симфоническую, музыку духовых оркестров. Джаз использует многие из инструментов симфонического оркестра, но имеет качество, радикально его отличающее от всех других форм оркестровой музыки.
Главное качество, отличающее джаз от европейской музыки — это бо́льшая роль ритма (намного бо́льше, чем в военном марше или вальсе). В связи с этим в любом джазовом оркестре есть особая группа инструментов — ритм-секция. Джазовый оркестр имеет ещё одну особенность — превалирующая роль джазовой импровизации приводит к заметной вариабельности его состава. Однако есть несколько видов джазовых оркестров (примерно 7-8): камерное комбо (хотя это область ансамбля, но его необходимо указать, так как в нём суть действия ритм-секции), камерный ансамбль диксиленд, малый джазовый оркестр — биг-бэнд малого состава, большой джазовый оркестр без струнных — биг-бэнд, большой джазовый оркестр со струнными (не симфонического типа) — расширенный биг-бэнд, симфоджазовый оркестр.
В ритм-секцию всех видов джазового оркестра обычно входят ударные, струнные щипковые и клавишные инструменты. Это джазовая ударная установка (1 исполнитель), состоящая из нескольких тарелок ритма, нескольких акцентных тарелок, нескольких том-томов (либо китайских, либо африканских), педальных тарелок, малого барабана и особого вида большого барабана африканского происхождения — «эфиопской (кенийской) бочки» (её звук намного мягче турецкого большого барабана). Во многих стилях южного джаза и латиноамериканской музыке (румба, сальса, танго, самба, ча-ча-ча и др.) используются дополнительные ударные: набор барабанов конго-бонго, маракасы (чокало, кабаса), бубенцы, деревянные коробочки, сенегальские колокольцы (агого), клаве и др. Другие инструменты ритм-секции, уже держащие мелодико-гармонический пульс: рояль, гитара или банджо (особый вид северо-африканской гитары), акустическая бас-гитара или контрабас (на котором играют только щипком). В больших оркестрах иногда бывает несколько гитар, гитара вместе с банджо, оба вида басов. Редко используемая туба — духовой басовый инструмент ритм секции. В больших оркестрах (биг-бэндах всех 3 видов и симфоджазе) часто используют вибрафон, маримбу, флексатон, гавайскую гитару, блюзовую гитару (обе последние слегка электрифицированы, вместе с басом), но эти инструменты уже не входят в ритм-секцию.
Другие группы джазового оркестра зависят от его вида. В комбо обычно 1—2 солиста (саксофон, труба или смычковый солист: скрипка или альт). Примеры: ModernJazzQuartet, JazzMessenjers.

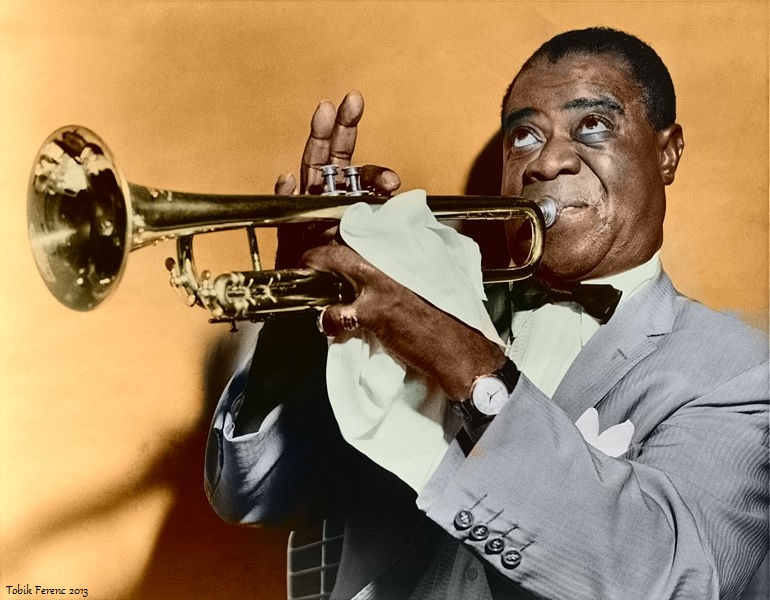
Луи Дэниел Армстронг (1901—1971)

В диксиленде 1-2 трубы, 1 тромбон, кларнет или сопрано-саксофон, иногда альт- или тенор-саксофон, 1-2 скрипки. В ритм-секции диксиленда банджо используется чаще гитары. Примеры: ансамбль Луи Армстронга (США), ансамбль Александра Цфасмана (СССР). Луи Армстронг (1901—1971 гг.) начал свою карьеру в Новом Орлеане и стал одним из самых узнаваемых исполнителей джаза.
В малом биг-бэнде могут быть 3 трубы, 1—2 тромбона, 3—4 саксофона (сопрано=тенору, альт, баритон, все играют ещё и на кларнетах), 3—4 скрипок, иногда виолончель. Примеры: первый оркестр Эллингтона 1929—1935 годов (США), Bratislava Hot Serenaders (Словакия).
В большом биг-бэнде обычно 4 трубы (1—2 играют высокие сопрановые партии на уровне малых со специальными мундштуками), 3—4 тромбона (4 тромбон тенор-контрабас или тенор-бас, иногда и 3), 5 саксофонов (2 альта, 2 тенора=сопрано, баритон).
В расширенном биг-бэнде могут быть до 5 труб (с видовыми трубами), до 5 тромбонов, дополнительные саксофоны и кларнеты (5—7 общих саксофонов и кларнетов), струнные смычковые (не более 4—6 скрипок, 2 альта, 3 виолончели), иногда валторна, флейта, малая флейта (только в СССР). Подобные эксперименты в джазе проводили в США Дюк Эллингтон, Арти Шоу, Гленн Миллер, Стенли Кентон, Каунт Бейси, на Кубе — Пакито д’Ривера, Артуро Сандоваль, в СССР — Эдди Рознер, Леонид Утёсов.
Симфоджазовый оркестр включает большую струнную группу (40—60 исполнителей), причем возможны смычковые контрабасы (в биг-бэнде могут быть только смычковые виолончели, контрабас участник ритм-секции). Но главное это использование редких для джаза флейт (во всех видах от малой до басовой), гобоев (все 3—4 вида), валторн и совсем не типичных для джаза фаготов (и контрафагота). Кларнеты дополняются басом, альтом, малым кларнетом. Такой оркестр может исполнять специально написанные для него симфонии, концерты, участвовать в операх (Джордж Гершвин). Его особенность — выраженный ритмический пульс, которого нет в обычном симфоническом оркестре. От симфоджазового оркестра следует отличать его полную эстетическую противоположность — эстрадный оркестр, основанный не на джазе, а на бит-музыке.
Особые виды джазовых оркестров — духовой джазовый оркестр (духовой оркестр с ритм-секцией джаза, включая гитарную группу и с уменьшением роли флюгельгорнов), церковный джазовый оркестр (существует ныне только в странах Латинской Америки, включает орган, хор, церковные колокола, всю ритм-секцию, ударные без бубенцов и агого, саксофоны, кларнеты, трубы, тромбоны, струнные смычковые), ансамбль стиля джаз-рок (коллектив Майлса Дэвиса, из советских и российских «Арсенал» и др.), ансамбли и оркестры аккордеонистов (например, в России — Оркестр Смирнова из Санкт-Петербурга, исполняет также классический репертуар), оркестры из одних ударных и другие составы.